# Bernd J. Krämer

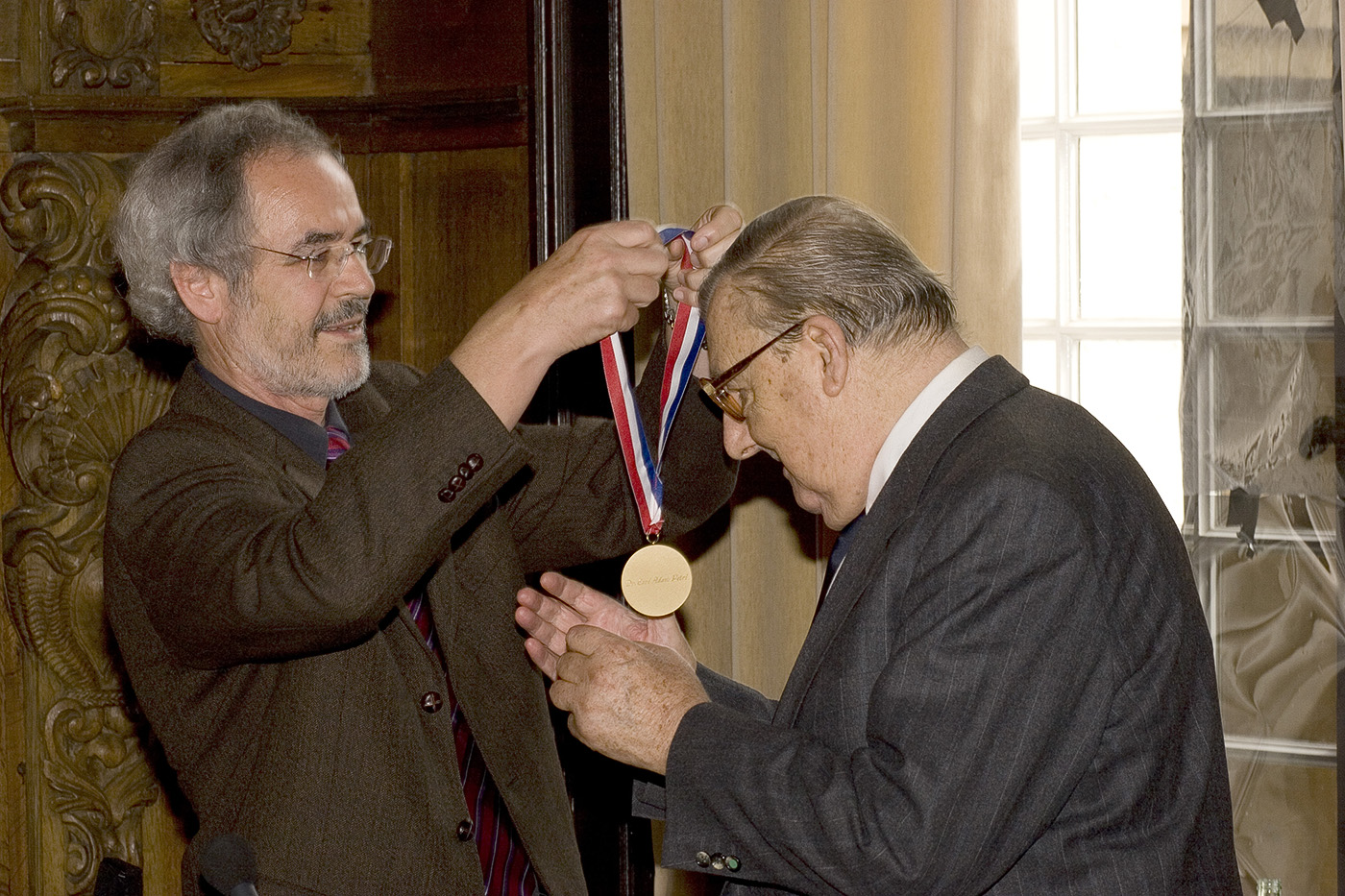
Bernd J. Krämer (links) mit Carl Adam Petri, 2007

Bernd Johann Krämer (* 22. Juli 1947 in Berlin) ist ein deutscher Informatiker und Professor Emeritus der Fakultät für Mathematik und Informatik der FernUniversität in Hagen.

## Leben
Krämer studierte Elektrotechnik und Informatik an der Technischen Universität Berlin und promovierte dort bei Hartmut Ehrig über das Thema Concepts, Syntax and Semantics of SEGRAS - A Specification Language for Distributed Systems.
Von 1975 bis 1989 arbeitete er als Wissenschaftler und Projektleiter am Institut für Softwaretechnologie der Gesellschaft für Mathematik und Datenverarbeitung.
Anschließend forschte er als Adjunct Professor an der Naval Postgraduate School in Monterey (Kalifornien) Monterey (Kalifornien) auf dem Gebiet Softwaretechnik mit dem Schwerpunkt Rapid Prototyping.
Von 1992 bis zu seiner Emeritierung im September 2012 war er Professor für Datenverarbeitungstechnik an der FernUniversität in Hagen. Er war Gastforscher an der Queensland University of Technology (QUT) in Brisbane, der Monash University in Melbourne, der University of California in Berkeley und der Jiao Tong University in Shanghai.
Er ist Mitbegründer und Vorstandsvorsitzender der Scientific Academy for Service Technology (ServTech) e.V., Mitbegründer und stellvertretender Vorstandsvorsitzender von edu-sharing bis 2022 und Mitbegründer und Vorstandsmitglied der Initiative für effiziente Energieanwendung in Gebäuden (IEEG) e.V.
ServTech führt EU-finanzierte Forschungsprojekte in den Bereichen Smart Manufacturing, Product Customization und Smart Healthcare durch und ist Hauptsponsor der jährlich stattfindenden Tagung International Conference on Service Oriented Computing (ICSOC).
edu-sharing.net e.V. ist eine Ausgründung aus der FernUniversität in Hagen. Seit Mitte 2009 entwickelt der Verein das im Rahmen des DFG-geförderten Projekts CampusContent entstandene erste verteilte Repositorium für digitale Lerninhalte unter dem Namen edu-sharing weiter. Es bildet die Grundlage für verschiedene Repositorien für Open Educational Resources und wurde als Infrastruktur zur Vernetzung von Schulen in verschiedenen Bundesländern ausgerollt, um digitale Lernmaterialien und kodifiziertes Methodenwissen über ein Portal breit zugänglich zu machen,  auszutauschen und gemeinsam weiterzuentwickeln.
Krämer forscht in den Bereichen Softwaretechnik, E-Learning und Service-Oriented Computing. Im. Jahr 2007 gründete er die Open-Access-Zeitschrift e-Learning and education, deren Hauptherausgeber er bis 2012 war. Bis 2021 war er Mitglied im Editorial Board der Springer-Zeitschrift Innovations in Systems and Software Engineering. Er ist Gründungsmitglied, ehemaliger Präsident und Mitglied im Leitungsgremium der transdisziplinär ausgerichteten Society for Design and Process Science (SDPS) mit Sitz in Texas, und er war Mitglied im ersten Hochschulrat der Fernuniversität in Hagen. Von 2013 bis 2020 war er Mitglied der Expertengruppe Intelligente Bildungsnetze, die Statusberichte und Handlungsempfehlungen für den jährlichen Digital-Gipfel erarbeitete.